# Tyler Wright (surf)
Pour les articles homonymes, voir Tyler Wright et Wright.
Tyler Wright est une surfeuse professionnelle australienne née le 2 janvier 1994 à Culburra Beach (en), en Nouvelle-Galles du Sud (Australie). Elle est la sœur cadette du surfeur Owen Wright. Elle a remporté son premier titre mondial en 2016.

## Biographie
Tyler Wright est une surfeuse professionnelle australienne. Elle est la sœur cadette d'Owen Wright.
Elle débute sur le CT (Championship Tour regroupant les 17 meilleures surfeuses de la planète) en 2011, à l'âge de 16 ans, après avoir terminé 3e des QS (Qualifying Series) en 2010. Elle n'a plus jamais quitté le CT depuis 2011 et cumule désormais 9 victoires sur le Tour.
En 2016, elle remporte son premier titre mondial lors de la 9e étape du CT (Roxy Pro France à Hossegor) à la suite de l'élimination de Courtney Conlogue en 1/2 finale.
Son principal sponsor est Rip Curl.

### Vie personnelle
S'identifiant comme bisexuelle, elle est mariée depuis 2022 à sa femme, Lillie Baker.

## Palmarès et résultats

### Saison par saison
- 2008 :
  - 1re du Beachley Classic à Manly Beach (Australie)
- 2010 :
  - 3e du Drug Aware Margaret River Pro à Margaret River (Australie)
  - 3e du Estoril Billabong Girls à Estoril (Portugal)
  - 3e du ASP 6 Star Cabreiroa Surfing Girls à La Corogne (Espagne)
  - 1re de la O'Neill Women's World Cup sur le North Shore d'Oahu (Hawaï)
- 2011 :
  - 2e du Roxy Pro Gold Coast à Gold Coast (Australie)
  - 3e du Subaru Pro TSB Bank Women's Surf Festival à Taranaki (Nouvelle-Zélande)
- 2012 :
  - 3e du Roxy Pro Gold Coast à Gold Coast (Australie)
  - 3e du Rip Curl Women's Pro Bells Beach à Bells Beach (Australie)
  - 3e du Commonwealth Bank Beachley Classic à Sydney (Australie)
  - 2e du Roxy Pro France à Seignosse (France)
- 2013 :
  - 1re du Roxy Pro Gold Coast à Gold Coast (Australie)
  - 2e du Drug Aware Margaret River Pro à Margaret River (Australie)
  - 2e du Rip Curl Women's Pro Bells Beach à Bells Beach (Australie)
  - 1re du Colgate Plax Girls Rio Pro à Rio de Janeiro (Brésil)
  - 3e du Vans US Open of Surfing à Huntington Beach (États-Unis)
  - 2e du Roxy Pro France à Seignosse (France)
- 2014 :
  - 2e du Drug Aware Margaret River Pro à Margaret River (Australie)
  - 2e du Rip Curl Women's Pro Bells Beach à Bells Beach (Australie)
  - 3e du Rio Women's Pro à Rio de Janeiro (Brésil)
  - 1re du Vans US Open of Surfing à Huntington Beach (États-Unis)
  - 1re du Roxy Pro France à Seignosse (France)
  - 3e du Cascais Women's Pro à Cascais (Portugal)
  - 2e du Target Maui Pro à Maui (Hawaï)
- 2015 :
  - 2e du Hurley Australian Open à Sydney (Australie)
  - 3e du Roxy Pro Gold Coast à Gold Coast (Australie)
  - 3e du Oi Rio Women's Pro à Rio de Janeiro (Brésil)
- 2016 :
  - 1re du Roxy Pro Gold Coast à Gold Coast (Australie)
  - 1re du Drug Aware Margaret River Pro à Margaret River (Australie)
  - 1re du Oi Rio Women's Pro à Rio de Janeiro (Brésil)
  - 3e du Vans US Open of Surfing à Huntington Beach (États-Unis)
  - 1re du Swatch Women's Pro à Trestles (États-Unis)
  - 2e du Cascais Women's Pro à Cascais (Portugal)
  - 2e du Roxy Pro France à Hossegor (France)

### Classements
| Année             | 2010 | 2011 | 2012 | 2013 | 2014 | 2015 | 2016 |
| ----------------- | ---- | ---- | ---- | ---- | ---- | ---- | ---- |
| Championship Tour |      | 4e   | 4e   | 2e   | 2e   | 5e   | 1re  |
| Qualifying Series | 3e   | 59e  |      | 42e  | 125e | 31e  |      |